# Arkema
Arkema est un groupe chimique français, spécialisé dans la chimie de spécialité et les matériaux de performance. Son siège social est situé à La Défense, dans les Hauts-de-Seine en France.
Le groupe emploie 21 100 personnes dans 55 pays. Son chiffre d'affaires s'est élevé à 9,5 milliards d'euros en 2024, stable par rapport à 2023.

## Historique

### Origines
En 1941, la Société Nationale des Pétroles d'Aquitaine (SNPA) est créée avec pour objet l'exploitation pétrolière du Sud-Ouest de la France. En 1963, alors que s'intensifie l’exploitation du gisement de gaz de Lacq, la SNPA fonde Aquitaine-Plastiques, pour la synthèse de matières plastiques. En 1966, Organico, filiale de Péchiney produisant du rilsan (Polyamide 11), fusionne avec Aquitaine-Plastiques. La nouvelle entité prend le nom d'Aquitaine Organico.
En 1971, Aquitaine Organico réorganise sa production et l'exploitation pétrolière. L'État fonde l'Union Chimique, réunissant Elf-Aquitaine et Total Chimie, dans le groupement économique "Aquitaine-Total-Organico" (ATO).
En 1980, Chloé Chimie, une coentreprise entre Total, Elf Aquitaine et Rhône-Poulenc, est créée. En 1983, la société Atochem est créée, fruit de la fusion d'ATO-chimie, de Chloé Chimie et PCUK, la division chimie de Pechiney Ugine Kuhlman (PUK). En 1994, la société Atochem renommée Elf-Atochem en 1992, est privatisée.
En avril 2000, à la suite du rachat de la compagnie pétrolière Elf par Total-Fina en 1999, les branches chimie de Total-Fina (Petrofina) et d'Elf (Elf-Atochem) fusionnent pour donner naissance à Atofina, se hissant ainsi à la 5e place mondiale de la spécialité avec un chiffre d'affaires de 15 milliards d'€uros, 25% du chiffre d'affaires consolidé du nouveau groupe TotalFinaElf.

### Arkema SA
Après s'être appelée provisoirement CIP, la nouvelle société succédant à Atofina est officiellement baptisée Arkema S.A. le 4 octobre 2004,. Le groupe Arkema SA est le fruit de la réorganisation, d’Atofina, la branche chimie du groupe pétrolier Total, annoncée le 19 février 2004, dont il se sépare le 18 mai 2006 par une introduction à la Bourse de Paris.
Depuis son entrée en bourse Euronext Paris le 18 mai 2006, le groupe Arkema SA a procédé à de nombreuses opérations (cessions, acquisitions, investissements) afin de se recentrer progressivement sur la chimie de spécialités. Il a ainsi vendu ses activités agrochimiques Cerexagri et son porte-feuille de résines urée-formaldéhyde en 2007.
En juillet 2012, Arkema cède pour un euro symbolique son pôle d'activité des produits vinyliques au groupe Klesch pour des raisons de rentabilité mais aussi, pour se recentrer exclusivement sur la chimie de spécialités. Dans le cadre de cette cession, Arkema verse 100 millions d'€uros de trésorerie au groupe Klesch et prend à sa charge 470 millions d'€uros de dettes pour aider à relancer l'activité. Face aux craintes de licenciements et à la mobilisation des salariés de plusieurs sites de production, les organisations syndicales ont négocié, avec la direction d’Arkema, des garanties industrielles et sociales et des mesures d’accompagnement visant à protéger les droits des salariés dans le cas où le Groupe Klesch viendrait à procéder à des licenciements après la reprise des activités vinyliques. Deux fiducies pour un montant de 20 M€ ont ainsi été mises en place pour sécuriser les indemnités et droits des salariés des sociétés cédées.
Il a également acquis entre 2007 et 2012 :
- Octobre 2007 - Coatex, société spécialisée dans les additifs de rhéologie utilisés dans les peintures et revêtements, l’emballage, le papier et autres spécialités industrielles[13],
- Janvier 2010 - certains actifs acryliques de Dow Chemical Company en Amérique du Nord,
- Juillet 2011 - les activités résines de spécialité pour revêtements de Total (Cray Valley, Cook Composites & Polymers et Sartomer)[14]
- Octobre 2011 - Hipro Polymers et Casda Biomaterials, sociétés chinoises qui fabriquent des polyamides de spécialités bio-sourcés[15],[16].

Le 20 juin 2011, Arkema entre au CAC Next 20.
En 2012, dans le cadre de sa réorientation stratégique sur la chimie de spécialité, Arkema s'est doté d’une nouvelle identité visuelle et d’une nouvelle signature « Innovative Chemistry ».
En octobre de la même année, Arkema et son partenaire coréen CJ débutent la construction d'une unité de thiochimie (chimie issue du soufre) à Kerteh en Malaisie, d'une capacité de production de 80 000 tonnes de bio-méthionine et de 50 000 tonnes de dérivés soufrés. Le projet représente un investissement de 450 millions de US$, répartis à parts égales.
En septembre 2014, Arkema annonce vouloir acquérir la filiale de chimie de spécialité Bostik appartenant à Total pour 2,2 milliards d'€uros. Le 2 février 2015, Arkema annonce avoir clôturé la procédure d'acquisition,.
En juillet 2016, Arkema annonce l'acquisition de Den Braven, entreprise néerlandaise spécialisée dans le mastic de haute performance, qui est intégrée à sa filiale Bostik pour 485 millions d'€uros.
En novembre 2016, Arkema cède son activité « Charbons actifs et agents de filtration » à l'américain Calgon Carbon (en), spécialisé dans le domaine des charbons actifs et des solutions de purification et filtration.
En mars 2017, Arkema annonce la cession de sa participation de 50 % d'Oxochimie à Ineos, son partenaire suisse, dans leur filiale commune de production d'alcool. Cette même année CMP Speciality Products, spécialisé dans les produits de préparation des sols aux États-Unis, est intégré dans Bostik.[réf. nécessaire]
En mai 2018, Arkema rachète Nitta Gelatin, société japonaise spécialisée dans les adhésifs industriels. 
En mai 2019, Arkema rachète la société américaine ArrMaz, leader américain des tensioactifs de spécialité pour la nutrition des cultures, l'exploitation minière et les infrastructures, pour 570 millions US$ et de XL Brands avec son usine située à Dalton (Géorgie), spécialisé dans les colles pour sols souples. En décembre 2019, Arkema rachète la société danoise LIP, leader des colles à carrelage, produits d'étanchéité et de préparation des sols sur le marché scandinave, ainsi que de la société italienne Ideal Works.
Le 1er juin 2020, Arkema finalise la vente de son activité Polyoléfines Fonctionnelles sous les marques Evatane®, Lotryl®, Lotader® et Orevac® à SK Global Chemical, filiale du groupe sud-coréen SK Group, pour 335 millions d’€uros. En décembre 2020, dans le cadre d'un plan de recentrage présenté en avril de la même année, Arkema vend son activité de Plexiglas au groupe américain Trinseo pour un montant de 1,1 milliard US$, représentant un peu plus de 5 % du chiffre d'affaires du groupe avec 860 employés sur plus de 20 000 au total. Le plan de recentrage évoqué consiste, pour Arkema, à se concentrer sur son cœur de métier, la chimie des matériaux de spécialité, et se séparer d'activités non stratégiques comme le Plexiglas mais aussi le verre acrylique, le peroxyde d'hydrogène ou les gaz fluorés de climatisation, et réaliser des acquisitions sur les matériaux de spécialité tels que les revêtements ou les adhésifs,,.  
En 2021, rachat de Edge Adhesives, une entreprise texane spécialisée dans les adhésifs industriels sur mesure pour les portes, fenêtres et modules de toitures. En septembre 2021, Arkema vend ses activités époxydiques à Cargill, leader des produits et services agricoles.
En février 2022, Arkema finalise l'acquisition de l'activité Performance Adhesives d'Ashland pour 1,65 milliard de dollars.
Le 1er juillet 2022, Arkema fait l'acquisition de Permoseal, entreprise de solutions adhésives en Afrique du Sud et de Polimeros Especiales, leader mexicain des résines à base aqueuse. En octobre 2022, Arkema annonce la cession de Febex, produisant des dérivés du phosphore, au groupe belge Prayon. 
Au premier semestre 2023, Arkema déplore un bénéfice net en chute de 61 %, tombant à 284 millions d'euros, contre 730 millions sur la même période en 2022. Malgré cela, le groupe n'entend pas baisser ses prévisions sur l'année, dans un contexte de faible demande au niveau mondial. Cette même année, acquisition des sociétés irlandaise Arc Building Product, spécialisée dans les adhésifs, solutions d'étanchéité et de collage pour le marché de construction, allemande Polytec PT, spécialisée dans les adhésifs spéciaux et les matériaux d'interface thermique et prend une participation majoritaire dans la société PI Advanced Materials (PIAM), basé en Corée du Sud, leader mondial des films polyimides pour circuits imprimés flexibles et des feuilles de graphite.
En 2024, Arkema enregistre un chiffre d'affaires à un niveau stable à 9,54 milliards d'euros mais son bénéfice net recule de 15,3 % à 354 millions d'euros.

## Activité

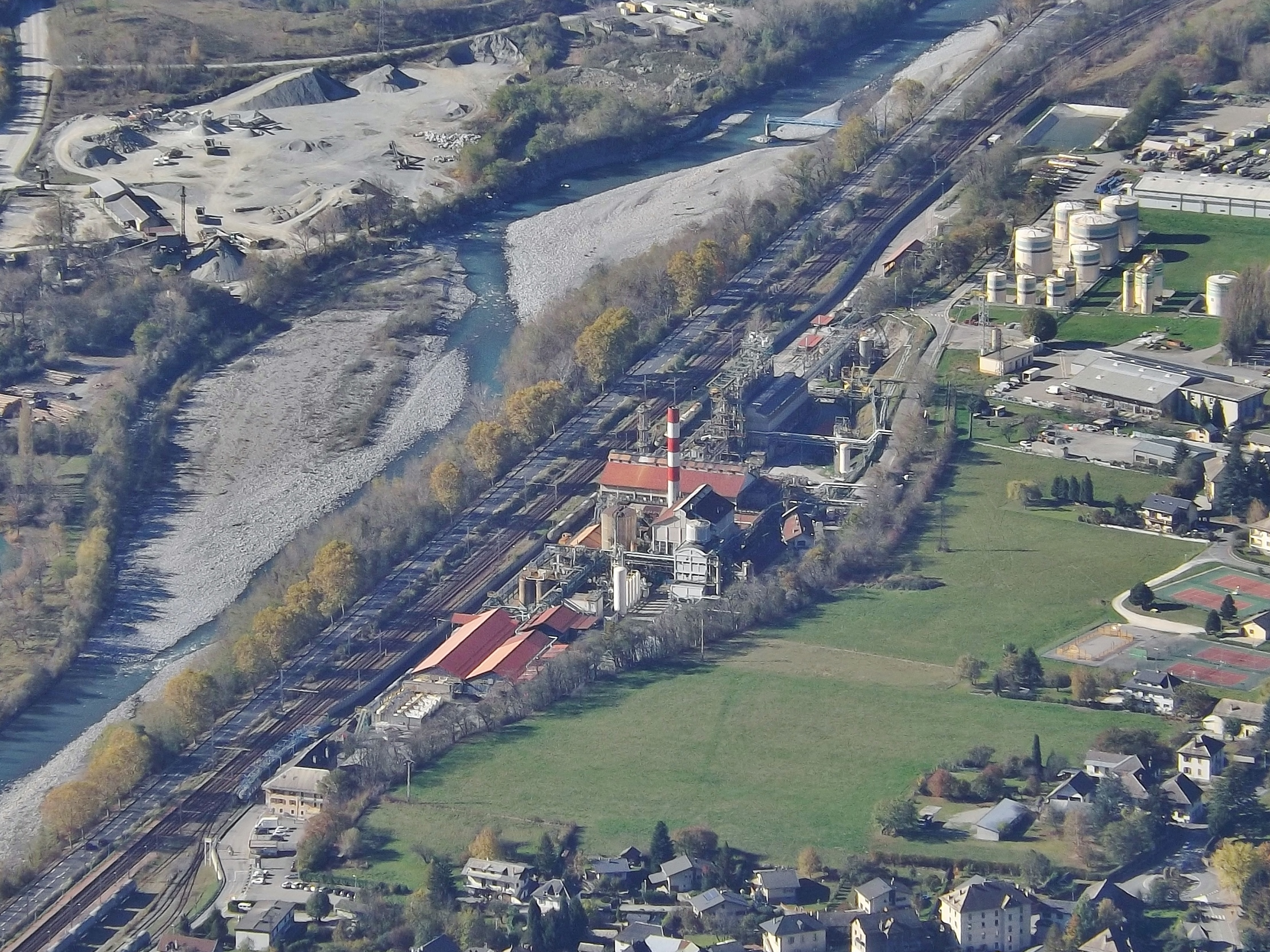
Unité de production de La Chambre en Maurienne (Savoie), installée en 1929.

Jusqu'en 2012, Arkema était composé de trois pôles d'activité :
- la chimie industrielle,
- les produits de performance,
- les produits vinyliques.

Arkema s'est ensuite organisé autour de trois segments qui représentent 80 % du chiffre d'affaires :
- les matériaux haute performance,
- les spécialités industrielles
- les « Coating solutions »,

qui représentent chacun un tiers du chiffre d'affaires de l'entreprise.
Le pôle des matériaux haute performance a représenté 47 % du chiffre d’affaires d’Arkema en 2018. Il rassemble les activités polyamides de spécialités et fluoropolymères, les spécialités chimiques de CECA et les additifs fonctionnels pour plastiques. Les principales marques commercialisées sont Evatane® (Copolymères Ethylène Acétate de Vinyle Haute Teneur, polyoléfines fonctionnelles), Orgasol® (poudres ultra-fines), Kynar® (fluoropolymères), Pebax® (polyéthers bloc amides) (PEBA), Luperox® (peroxydes organiques).
Le pôle des spécialités industrielles représente 29 % du chiffre d’affaires d’Arkema en 2018. Il regroupe quatre grandes filières intégrées : la thiochimie, les gaz fluorés que l’on retrouve dans les systèmes de réfrigération ou climatisation. Les principales marques sont Albone (peroxyde d'hydrogène), Forane (fluide frigorigène), Elium et Pebax® (Élastomère thermoplastique).
Le pôle des Coating solutions qui représente 24 % du chiffre d’affaires d’Arkema réunit une offre de matériaux et technologies pour revêtements, issue de la chimie des acryliques : des émulsions et additifs acryliques, additifs rhéologiques pour émulsions base aqueuse (Coatex), des résines photoréticulables (Sartomer) pour fibres optiques, arts graphiques ou électronique, etc. Les marques les plus connues sont Sarbio, Crayvallac, Celocor ou Encor.
Le pôle des produits vinyliques intégrait toute la filière de l’électrolyse du sel jusqu’à la transformation du polychlorure de vinyle (PVC). Il regroupait quatre lignes de produits : chlore/soude, polychlorure de vinyle, compounds vinyliques, et tubes profilés. Ce pôle, qui représentait 25 % du chiffre d'affaires d'Arkema en 2006 et 12 % en 2011, a été vendu au groupe Klesch en juillet 2012 car il ne faisait plus partie des activités cœur de métier d’Arkema qui s’est recentré depuis sa création en 2004 sur ses activités de chimie de spécialité. Toutes ces activités PVC ont appartenu au groupe Klesch. En février 2014, Alain de Krassny, industriel français, devient président de Kem One.

### Filiales
Le groupe Arkema possède sept filiales[réf. nécessaire] :
- Ashland, leader des adhésifs de haute performance aux États-Unis[48] ;
- Bostik est spécialisé dans les solutions de collage[49] ;
- Coatex produit des additifs rhéologiques pour formulations en phase aqueuse. Ses sites de production sont situés en France (Genay), aux Pays-Bas (Moerdijk), aux États-Unis (Chester, Caroline du Sud), en Corée (Kunsan), en Chine (Changshu) et au Brésil (Araçariguama). Les principales marques de cette filiale sont Rheosperse, Rheocoat, Coadis, Rheocarb, Ecodis, Rheosolve, Viscoatex et Coapur[50] ;
- MLPC International est spécialisé dans la chimie du sulfure de carbone, du chlorure de cyanogène et des amines. Il produit des auxiliaires pour l’industrie du caoutchouc[51] ;
- Sartomer est l’un des principaux producteurs d’acrylates de spécialités pour les systèmes de réticulation par rayons UV (photo-réticulation). Cette technologie de photo-réticulation améliore les performances des revêtements, des encres, des adhésifs, des composites, des fibres optiques, du caoutchouc et autres applications exigeantes[52] ;
- Den Braven, leader des mastics de haute performance pour l'isolation et la construction en Europe[53] ;
- Casda, leader mondial de l'acide sébacique issu de l'huile de ricin[54].

### Répartition géographique

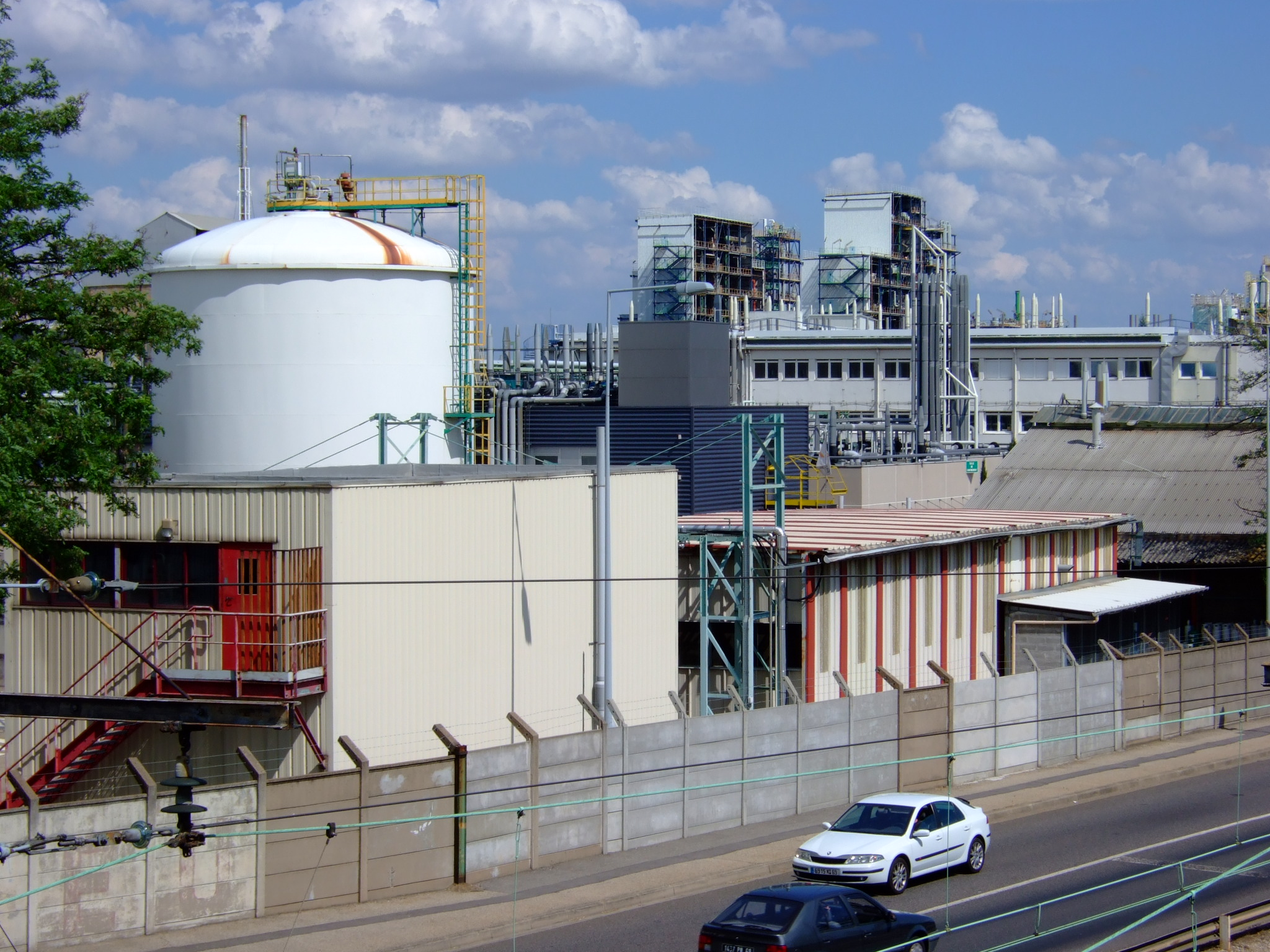
Usine Arkema de Pierre-Bénite

Arkema possède 151 sites industriels, dont 60 en Europe, 44 en Amérique du Nord et 47 en Asie et dans le reste du monde, et des filiales commerciales dans 55 pays. Elle compte également dix-sept centres de recherche : sept en France (Lacq (site qui bénéficie d'exemption de TGAP par l'injection de ses effluents polluants dans le C4000),Serquigny (Cerdato), Pierre-Bénite, Venette Carling, Verneuil, et Genay), 5 aux États-Unis (Cary, Exton, Boulder, Milwaukee, Mulberry, Philadelphie et King of Prussia, Tulsa, Wauwatosa), un au Brésil (São Paulo), un au Japon (Kyoto) et 5 en Chine (Shanghai, Guangzhou et Changshu).
|                        | Part du CA (%) | Nombre d'usines |
| ---------------------- | -------------- | --------------- |
| Amérique du Nord       | 37             | 44              |
| Europe                 | 34             | 60              |
| Asie et reste du monde | 29             | 47              |

## Données financières

### Chiffre d'affaires
Le chiffre d’affaires d’Arkema s’élève à 9,5 milliards d’euros (résultats de 2021) et se répartit entre ses trois pôles : 32 % pour le pôle Matériaux avancés, 25,5 % pour le pôle Adhésifs, 24,5 % pour le pôle Coating solutions et 18 % pour le pôle Intermédiaires. La société équilibre son chiffre d'affaires entre les trois continents où elle est implantée entre l'Europe (34 % du chiffre d'affaires), l'Amérique du Nord (37 % du chiffre d'affaires) et l'Asie et le reste du monde à (29 % de son chiffre d'affaires). La dette nette de la société est de 2,930 milliard d’€uros fin 2 023.
Touché de plein fouet par le Covid-19, Arkema voit son bénéfice net reculer de plus de 34 % au troisième trimestre 2020. La direction estime toutefois qu'une reprise de l'activité est à constater après les déboires du premier confinement au printemps.
Au total, le bénéfice net d'Arkema SA recule de près de 40 % en 2020, à 332 millions d'euros, avec un net rebond des ventes et de l'activité au quatrième trimestre.
En 2021, le bénéfice net d'Arkema SA s'élève à 812,9 millions d'euros, soit une augmentation de 144 % par rapport à 2020.
En 2022, le bénéfice net d'Arkema SA a chuté de 25,8 %, passant sous la barre du milliard d'euros à 965 millions d'euros. Le chiffre d'affaires progresse quant à lui de 21 % à 11,5 milliards d'euros.

### Actionnaires
- Détenant plus de 5 % au 31 décembre 2011[65] : Groupe Bruxelles Lambert : 10 % et Greenlight Capital : 5,5 %
- Depuis le 1er janvier 2012, franchissements de seuil de 5 % déclarés à l'AMF : FMR LLC (Fidelity Management & Research) : franchissement à la hausse du seuil de +5 % du capital (23 août 2012)[66]. Groupe Bruxelles Lambert : a cédé la totalité de sa participation (14 mars 2012). Actionnaires individuels : 9,4 %[67]. Salariés du groupe : 5,5 %[68]

| Nom                                 | %    |
| ----------------------------------- | ---- |
| Fonds stratégique de participations | 7,95 |
| Bpifrance Investissement            | 7,24 |
| Amundi Asset Management             | 6,22 |
| Norges Bank Investment Management   | 5,74 |
| Arkema (Autocontrôle boursier)      | 3,72 |
| William Blair Investment Management | 2,82 |
| The Vanguard Group                  | 2,32 |
| Henderson Global Investors (en)     | 1,99 |
| Nassef Sawiris                      | 1,42 |
| Dimensional Fund Advisors LP        | 1,41 |

### Conseil d'administration
Le conseil d'administration d'Arkema est composé de quatorze membres en 2021.

### Accidents industriels
- 2023 : Arkema Pierre Bénite (France) : le 2 mai 2023 a eu lieu une fuite de 300 kilos de trifluorure de bore dans un atelier de production de l’usine Arkema de Pierre-Bénite ; gravité 3 sur 6 de l'indice « matières dangereuses relâchées »[71],[72].
- 2022 : Arkema Jarrie (Isère) : explosion d’origine électrique. Importantes fumées, pas de victime[73].
- 2022 : Arkema La Chambre (Savoie) : déversement d’effluents au cours d'une opération de maintenance. Écoles confinées, deux blessés[74].
- 2022 : Arkema Lacq (Pyrénées-Atlantiques) : intoxication de quatre personnes au sulfite de diméthyle[75].
- 2017 : Arkema Crosby (Texas, États-Unis) : à la suite du passage de l'ouragan Harvey en 2017, le site est inondé. Après une perte d’énergie, des stocks de peroxydes n'ont plus été réfrigérés, leur stabilité n'a plus été garantie et ces stocks ont explosé[76].

## Controverses et condamnations

### Ententes illicites
Le groupe est impliqué dans différentes procédures anciennes aux États-Unis et en Europe à propos de violation des règles du droit de la concurrence en matière d'ententes pour des pratiques antérieures à la création d'Arkema par les sociétés Elf Atochem et Atofina.
Dès sa création en octobre 2004, Arkema a clairement réaffirmé sa condamnation des ententes illicites et son engagement pour l’instauration de relations commerciales dans le strict respect des règles de concurrence inscrites dans son Compliance Program.
En juin 2006, le groupe Total est condamné par la Commission européenne à une amende de 219 millions d'euros, pour une entente illicite sur le prix du verre acrylique à laquelle a participé sa filiale Atofina (devenue Arkema en 2006) entre 1997 et 2002. Le groupe engage un recours auprès de la Cour de justice, qui tient compte du fait qu'Atofina soit devenue Arkema, entreprise juridiquement autonome : le montant de l'amende est recalculé en fonction du chiffre d'affaires de cette dernière. Arkema est ainsi condamné à une amende de 113 millions d'euros.
En juillet 2011, la Cour de justice de l'Union européenne confirme une autre amende d'un montant de 78,66 millions d'euros prononcée par la Commission européenne à l'encontre de Total et d'Arkema. Les deux groupes ont constitué une entente illicite sur le marché de la chimie, entre 1995 et décembre 2000.
En mars 2012, Arkema est condamné avec sept autres producteurs de chlorate de sodium pour avoir pris part à une entente illicite sur les prix et les quantités entre 1994 et 2000. Le montant de son amende est majoré de 90 % car c'est la quatrième fois qu'Arkema est condamné pour des pratiques anticoncurrentielles. La commissaire européenne à la concurrence Neelie Kroes déclare : « Ces entreprises doivent apprendre à leurs dépens que la Commission infligera des amendes élevées chaque fois qu'elles abuseront leurs clients, et, en fin de compte, des consommateurs, en constituant une entente. ».

### Pollution aux perfluorés
L'entreprise est accusée de polluer, depuis au moins 2020, les alentours de son site de Pierre-Bénite (Rhône) et de déverser des polluants dans le Rhône. Lors des premières révélations, les autorités de la Métropole de Lyon ainsi que les services de l’État assurent la commune de Pierre-Bénite de l'absence de danger pour les habitants résidant à proximité de la Vallée de la chimie. En mai 2022, à la suite de nouvelles révélations de l’émission Envoyé spécial, le maire de Pierre-Bénite, Jérôme Moroge, annonce déposer une plainte pour mise en danger de la vie d’autrui.
En juillet 2022, des analyses de l'eau du Rhône confirment le rejet par l'usine d'Arkema d'entre 200 et 340 kg par mois de 6:2 FTS (acide 2-(perflurohexyl)ethane-1- sulfonique) (en) directement dans le fleuve, ainsi que des traces importantes de composés PFAS plus anciens,.
En 2023, Arkema est attaquée en justice par dix associations et trente-sept riverains de l’usine de Pierre-Bénite, défendus notamment par l'avocate Louise Tschanz. En mars 2024, environ 300 militants écologistes s'introduisent dans l'usine afin de dénoncer cette pollution aux perfluorés.

### Politique de recrutement
À l'issue d'une campagne de testing initiée par le gouvernement français et menée à l'hiver 2018, Arkema est soupçonnée de discrimination à l'embauche envers le candidat « présumé maghrébin ». Critiquant la méthodologie de l'enquête, l'entreprise est cependant convoquée en juin 2020 à une journée de formation au secrétariat d'État à l'égalité entre les femmes et les hommes.

## Activité de lobbying

### Aux États-Unis
Selon le Center for Responsive Politics, les dépenses de lobbying d'Arkema aux États-Unis s'élèvent en 2016 à 730 000 dollars.

### Auprès des institutions de l'Union européenne
Arkema est inscrit depuis 2011 au registre de transparence des représentants d'intérêts auprès de la Commission européenne. Il déclare en 2017 pour cette activité des dépenses annuelles d'un montant de 67 397 euros.

### En France
Pour l'année 2017, Arkema déclare à la Haute Autorité pour la transparence de la vie publique exercer des activités de lobbying en France pour un montant qui n'excède pas 200 000 euros.